# Kotjärnen (Norsjö socken, Västerbotten)
Kotjärnen är en sjö i Norsjö kommun i Västerbotten och ingår i Skellefteälvens huvudavrinningsområde. Sjön har en area på 0,0472 kvadratkilometer och ligger 227,2 meter över havet. Vid provfiske har abborre fångats i sjön.

## Delavrinningsområde
Kotjärnen ingår i det delavrinningsområde (722033-167804) som SMHI kallar för Mynnar i Skellefteälven. Medelhöjden är 248 meter över havet och ytan är 23,68 kvadratkilometer. Det finns inga avrinningsområden uppströms utan avrinningsområdet är högsta punkten. Maurbäcken som avvattnar avrinningsområdet har biflödesordning 2, vilket innebär att vattnet flödar genom totalt 2 vattendrag innan det når havet efter 89 kilometer. Avrinningsområdet består mestadels av skog (77 procent). Avrinningsområdet har 0,24 kvadratkilometer vattenytor vilket ger det en sjöprocent på 1 procent.